# Big in Japan (TV-serie)
Big in Japan, eller Underlandet, var ett finlandssvenskt reseprogram producerat av YLE FST5 2009-2010. Två unga finlandssvenskar, Nina Ijäs och Johannes Östergård, reste ensamma till Japan i 3 månader. Programmet handlar om deras många äventyr.
Serien hade 6 avsnitt.